# Holešice (Cizkrajov)
Holešice (německy Holleschitz) jsou vesnice, část obce Cizkrajov v okrese Jindřichův Hradec v Jihočeském kraji. Nachází se dva kilometry jihovýchodně od Cizkrajova. Vesnice leží v  nadmořské výšce 477 metrů. Lokalizována je do široce rozevřeného údolí Moravské Dyje, v jižní části Dačické kotliny.

## Historie

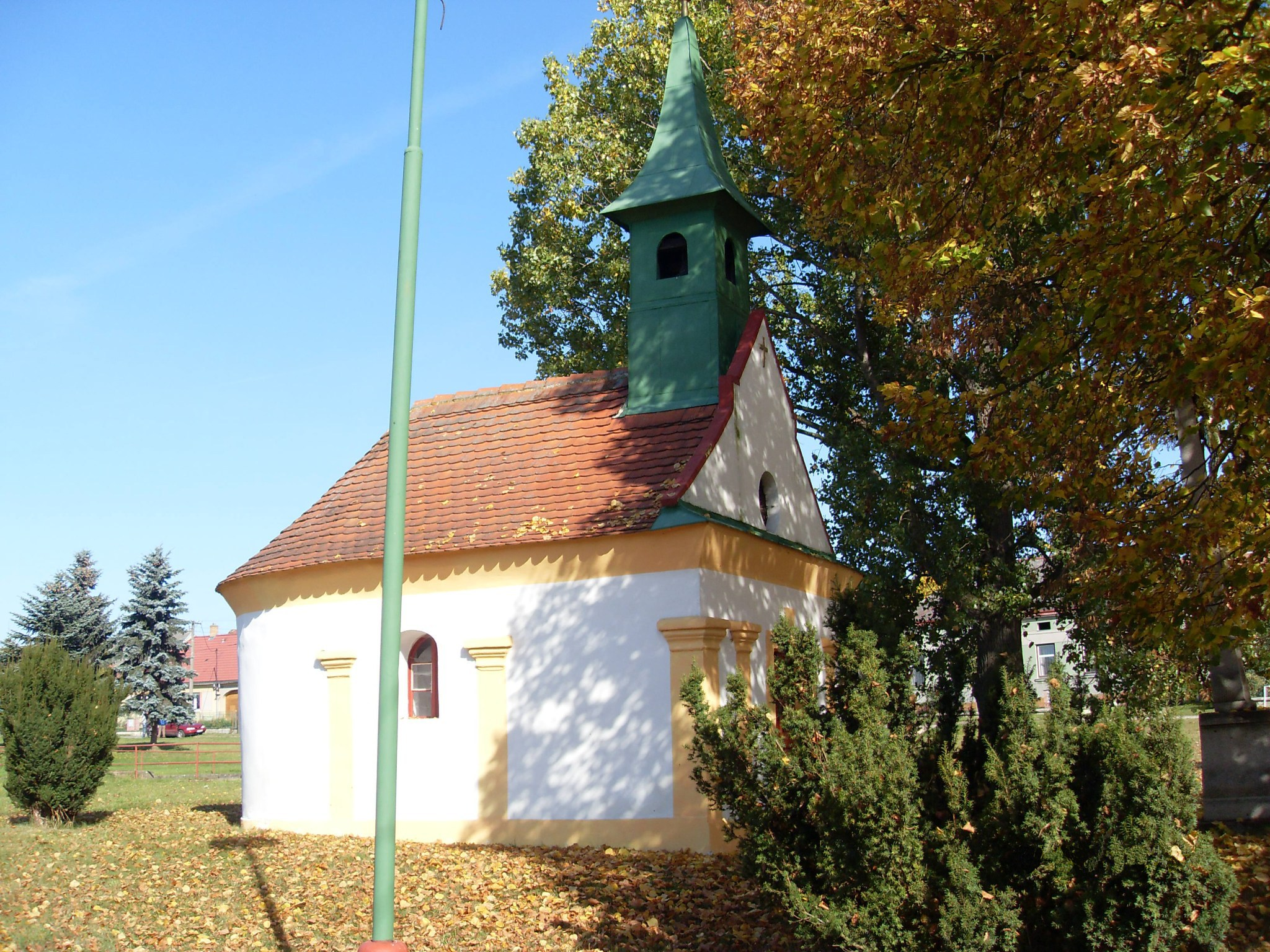
Kaplička v Holešicích

Ves je v historických pramenech poprvé uváděna v roce 1380 (uváděn je také rok 1385) v souvislosti s prodejem Holešic slavonickému měšťanovi Janu Hodnitzerovi. Podle lánového rejstříku bylo ve vsi před třicetiletou válkou 20 usedlostí. V roce 1843 žilo v Holešicích 206 obyvatel v 34 domech a 44 domácnostech. Desátky se odváděly panství a faře v Telči. Na týdenní sobotní trhy se jezdilo do Dačic. Škola v obci nikdy nebyla, děti chodily do školy v Cizkrajově, po jejím zavření pak do Slavonic nebo do Dačic. Obec byla elektrifikována připojením na síť ZME Brno v roce 1932.

## Přírodní poměry
Podél východní hranice katastrálního území vesnice protéká řeka Moravská Dyje, jejíž niva zde je chráněna jako přírodní památka Moravská Dyje.

## Obyvatelstvo
| Rok            | 1869 | 1880 | 1890 | 1900 | 1910 | 1921 | 1930 | 1950 | 1961 | 1970 | 1980 | 1991 | 2001 | 2011 | 2021 |
| -------------- | ---- | ---- | ---- | ---- | ---- | ---- | ---- | ---- | ---- | ---- | ---- | ---- | ---- | ---- | ---- |
| Počet obyvatel | 188  | 162  | 156  | 151  | 151  | 164  | 186  | 107  | 119  | 129  | 122  | 92   | 80   | 75   | 43   |
| Počet domů     | 39   | 33   | 32   | 32   | 32   | 32   | 32   | 31   | 27   | 27   | 24   | 27   | 28   | 28   | 28   |

## Obecní správa
Holešice byly samostatnou obcí a do roku 1849 byly součástí panství Telč v Jihlavském kraji. V letech 1850 až 1855 byly podřízeny politické pravomoci Podkrajského úřadu v Dačicích a v soudní správě okresnímu soudu tamtéž. Po vzniku smíšených okresních úřadů s politickou a soudní pravomocí byly v letech 1855 až 1868 podřízeny Okresnímu úřadu v Dačicích. Když byly veřejná správa a soudnictví roku 1868 opět odděleny, vrátily se pod politickou pravomoc Okresního hejtmanství v Dačicích, od roku 1919 okresní správy politické a od roku 1928 okresního úřadu tamtéž. Od roku 1911 náležely pod Okresní soud ve Slavonicích až do roku 1938. Po okupaci pohraničí nacistickým Německem náležely od října 1938 do května 1945 pod Landrat ve Waidhofenu an der Thaya, říšská župa Dolní Dunaj. Po osvobození v květnu 1945 patřily pod Okresní národní výbor v Dačicích a v jeho rámci od roku 1949 pod nově vzniklý Jihlavský kraj. Toto začlenění trvalo až do poloviny roku 1960, kdy po územní reorganizaci byly Holešice s moravským Slavonickem začleněny pod správní okres Jindřichův Hradec a Jihočeský kraj, což trvalo až do zrušení Okresního úřadu v Jindřichově Hradci koncem roku 2002. V roce 1964 byly Holešice v rámci integrace obcí připojeny pod Cizkrajov. Od roku 2003 spadají pod pověřený Městský úřad v Dačicích v samosprávném Jihočeském kraji.

## Pamětihodnosti
- Kaple svatého Jana Nepomuckého na návsi z počátku 19. století
- Před kaplí kamenný kříž z roku 1856